# Бесниця
Бесниця (словен. Besnica) — поселення в общині Любляна, Осреднєсловенський регіон, Словенія. Висота над рівнем моря: 338,3 м.